# Saint-Jean-de-Gonville
Saint-Jean-de-Gonville è un comune francese di 1 534 abitanti situato nel dipartimento dell'Ain della regione dell'Alvernia-Rodano-Alpi.
Oltre al capoluogo, il comune ha tre hameaux (tipi di frazioni): Choudans, Mornex, e Sous-Saint-Jean.

## Società

### Evoluzione demografica
Abitanti censiti